# Voọc xám
Voọc xám (danh pháp hai phần: Trachypithecus phayrei) là một loài vượn đuôi dài sống vùng Đông Nam Á cùng Bangladesh, Ấn Độ và Trung Hoa. Loài này được Blyth mô tả năm 1847.
Tại Việt Nam Vườn Quốc gia Cúc Phương có một đàn voọc xám.
Danh pháp khoa học của loài này xưa là Presbytis phayrei.

## Hình dạng & Tập tính
Voọc xám có bộ lông màu tro xám nâu trên lưng. Phía bụng thì lông trắng. Lông trên đầu và đuôi đậm hơn. Chung quanh mắt và mồm voọc có vòng khoang trắng. Đặc biệt là voọc con lông vàng cam, đến 3 tháng tuổi thì thay màu lông xám.
Voọc xám sinh sống hoàn toàn trên cây. Thức ăn của chúng chủ yếu là lá. Voọc đực nặng khoảng 7 kg; voọc cái nhẹ hơn, chỉ khoảng 6 kg. Thân voọc dài 44–61 cm với phần đuôi dài hơn cả thân mình. Trung bình đuôi đo khoảng 65–86 cm.
Voọc xám sinh sống thành đàn vài ba con nhưng có thể lên đến 40 con.